# スラーヴァ・メトレヴェリ
スラーヴァ・メトレヴェリ（グルジア語: სლავა კალისტრატეს ძე მეტრეველი, ロシア語: Слава Калистратович Метревели, ラテン文字転写: Slava Kalistratovitch Metreveli、1936年5月30日 - 1988年1月7日）は、ロシア出身のグルジア人サッカー選手および指導者である。

## 経歴
ソビエト連邦選手としてFIFAワールドカップ3大会、UEFA欧州選手権2大会に参加して、1960年欧州選手権で優勝した。クラブチームではロシアのトルペド・モスクワ、グルジアのディナモ・トビリシなどでプレイした。1988年にグルジアのトビリシで没した。

## 所属クラブ
- 1953-1954  スパルタク・ソチ
- 1955-1956  トルペド・ゴーリキー
- 1956-1962  トルペド・モスクワ
- 1963-1971  ディナモ・トビリシ

## 獲得タイトル
- ソ連リーグ: 2回 1960（トルペド・モスクワ）、1964（ディナモ・トビリシ）
- ソ連カップ: 1回 1960（トルペド・モスクワ）

## 代表歴
- ソビエト連邦代表（1958-1970、48試合11得点）
  - 1960年 UEFA欧州選手権（優勝、2試合1得点）
  - 1962年 FIFAワールドカップ（ベスト8、1試合0得点）
  - 1964年 UEFA欧州選手権（ベスト8、0試合0得点）
  - 1966年 FIFAワールドカップ（ベスト4、2試合0得点）
  - 1970年 FIFAワールドカップ（ベスト8、0試合0得点）

## 指導歴
- 1976-1977 ディナモ・トビリシ（ソビエト連邦）